# 劉天賜
劉天賜（英語：Lau Tin Chi，1948年3月10日— ），人称“賜官”、阿叔，是香港著名的媒体人和創意人士，曾任职香港多家媒體，並且担任過行政管理、节目策划、电影编剧等工作，包括香港丽的映声、香港无线电视、香港亚洲电视、香港佳艺电视、香港有线电视、香港now宽频电视、東方報業集團等等。他与萧若元、梁文道、陶傑、潘小涛等媒体人自稱為新一代的「香港井底才子」。狄波拉因尊敬劉天賜，所以以古時稱呼少爺的名稱來為他取了「賜官」一花名。

## 背景

### 早年生活
劉天賜祖籍廣東省廣州市番禺，出生於香港，是家中獨子。早年在九龍尖沙咀山林道47號的住宅成長，小學三年級移居紅磡鶴園街附近的唐樓。父親劉伯華任職香港天文台科學官入職試與財政管理文員。劉曾就讀九龍塘學校（小學部）（1954年至1956年；小一至小二）和聖公會聖提摩太小學上午校（1956年小三起至小六），中學就讀青年會書院（1961年入讀中一，1968年中五）。1970年以中國歷史優、中文英文良的大學入學試成績獲取錄為香港中文大學新亞書院哲學系學生，1974年畢業。
劉天賜讀中學時是《中國學生周報》的編輯，另一方面跟陳振華、吳宇森、呂奇等人以《中國學生周報》話劇社成員經常參與舞台劇。劉考了兩次香港中學會考。入讀大學時期是《大學生活》電影會的成員，與許冠文、吳宇森等人拍攝實驗電影。1968年已在《大學生活》撰寫影評。大學畢業後未幾加入嘉禾電影公司任製片經埋與編劇，至1980年離開。

### 投身演藝界
在學期間，劉天賜已於1969年由周梁淑怡介紹予許冠文，為無綫電視任編劇至1981年，1974年至1990年為電視台的劇本審閱、創作主任、製作總監和製作顧問。同時，他也得到時任香港商業電台第二台台長周聰介紹為電台編劇兼隨胡沙學習製作廣播劇（1968年至1972年）。當佳藝電視於1975年開台時，劉天賜於1978年擔任過總經理助理兼創作總監。同期，即1970年代服務過嘉禾電影公司兩次、為學生補習、銷售電視接收天線以及與鄧偉雄、導演羅卡伉儷等人收購灣仔香港大舞台經營戲院。在1980年代起到2010年代，他曾是香港大都會電影公司監製、總經理（1988年至1990年）、香港電台廣播節目主持人（1989年至2013年）、香港東方報業集團的執行董事（1992年至2000年）及專欄作家（1984年至2008年）、香港明報月刊、信報、晴報等各大報章雜誌的專欄作家（1974年至2013年）。此外，他亦當上創意產業協會副主席、創意通識聯盟首席學術顧問、香港編劇家協會顧問、香港藝術家同盟會員以及香港作家協會會員。
劉天賜於任職香港電視廣播有限公司時期，協助許冠文創作《雙星報喜》，後來隨周梁淑怡轉職佳藝電視，為「佳視六君子」之一。佳視倒閉後獲時任無綫電視助理總經理林賜祥邀請，在與電視台前總經理羅仲炳有秘密協議下，回到電視廣播有限公司出任節目製作經理，1980年時升任創作總監、再任製作總監，1989年任製作顧問，1990年时宣布退休，移民加拿大，並曾在加拿大中文电台主持节目，且由同年至2000年主理自己創辦的加拿大《東方報刊》（Oriental Express News）。此前於1989年獲邀加入香港電台當主持。他既是加拿大公民，又是香港著名的節目主持人，主持過的節目計有2001與陶傑為无线电视主持的《犀牛俱乐部》、2007年9月簽約亚洲电视後主持的的《斑马在线》、香港电台的《讲东讲西》等。有關节目以资讯和文化为主，兼顾资讯和娱乐。及至2011年加盟香港凤凰卫视香港台。
除了主持工作以外，劉天賜是一名專欄作家；他自1984年起撰寫過多本書籍，包括《小寶神功》、《三國啟示錄》、《處世金鐘罩》等。2009年出版《基督是我救主》一書。另外還會作講座主持，參與過的項目包括香港大學校外課程電視編劇課、澳門東亞大學中文學位校外課程電視製作課、香港電視廣播有限公司訓練學院編劇課、香港編劇家協會編劇課、加拿大基督教福音傳播中心演講、亞洲電視藝員訓練口才課、北京電影學院特別講座（2013年12月）、北京傳理大學特別講座（2013年12月）等。現時，劉天賜於加拿大多倫多過著退休生活。

## 個人生活
劉天賜已婚，育有三名女兒。此外，他的第五代祖宗劉華東是一名狀師，與陳夢吉、方唐鏡及何淡如合稱「廣東四大狀師」。而獨立唱作歌手劉均為劉天賜的姪孫。

## 節目主持

### 電台節目
- 1989年至1990年代：小寶神功（香港電台）[13]
- 1999年：金瓶梅導讀（香港電台第一台）
- 2000年：小寶神功一分鐘（香港電台鹿鼎記廣播劇解說）
- 2000年：小寶神功秘笈（香港電台第一台）
- 1995年至2003年：講東講西（周日）（香港電台第二台）
- 2003年：自由烽、自由phone（香港電台）
- 2005年：賜文化基構（加拿大多倫多中文電台）
- 2005年至2020年：講東講西（香港電台第一台及香港電台第五台）
- 天賜嘉華嘻嘻哈（加拿大多倫多中文電台)

### 電視節目
- 1992年：電視風雲廿五載（香港無線電視）
- 2000年、2002年：犀牛俱樂部（香港無線電視）
- 2006年：智趣大本營「天賜爺爺字字通」環節（香港有線電視）
- 2006年：雙官賜福（香港有線電視）
- 2007年至2008年：班馬在線（香港亞洲電視）
- 2008年至2009年：蘇GOOD（香港無線電視）

### 網上媒體節目
- 2010年：天賜玄機（香港人網）
- 廣州、香港話趣談（香港電台網上教育節目）
- 新中國外交風雲（互動電視 iTV）

## 編劇作品

### 廣播劇編劇作品
- 1968年：十八樓C座（商業電台第一台）[27]
- 1968年至1970年：故事新編（商業電台）
- 1969年至1970年：遊戲人間（商業電台）

### 電視編劇作品
佳藝電視
- 1978年：名流情史（劇本審閱、故事創作）
- 1978年：哈囉夜歸人（編劇）

麗的電視
- 1969年：群星會之趣劇

亞洲電視
- 2006年：義無反顧（創作顧問）

無綫電視
- 1971年至1972年：雙星報喜
- 1973年至1976年：七十三（兼任主演之一，角色陳有才）
- 1975年：唔出奇呀
- 1976年：唔使問阿貴
- 1976年：龍虎豹
- 1977年：家變（劇本審閱、故事創作）
- 1977年：大報復（劇本審閱）
- 1970年代：歡樂今宵（綜藝節目）（劇本審閱）
- 1981年：香港八一
- 1983年：新銳劇場

香港電台電視部
- 獅子山下

其他
- 待考：香港屋簷下
- 待考：出墻紅杏
- 待考：七彩林亞珍
- 待考：人在江湖
- 待考：膽博膽
- 1979年：香港廉政公署電視劇集系列：ICAC（無綫電視單元劇）《第九條》
- 2002年：中國上海文藝頻道劇：愈活愈精彩劇本審閱及策劃（前東方二套）
- 2002年：中國大陸電視連續劇：情義兩重天劇本審閱
- 2004年：中國大陸電視連續劇：天下第一編劇
- 2004年：中國大陸電視連續劇：小魚兒與花無缺編劇
- 2008年：中國大陸電視連續劇：再見艷陽天編劇
- 2007年：中國大陸電視連續劇：大捕房主任編劇）

### 電影編劇作品
- 1973年：七十二家房客（故事創作）
- 1974年：鬼馬雙星（兼任製片）
- 1974年：香港七三（故事創作）
- 1975年：天才與白痴
- 1976年：秋霞
- 1977年：發錢寒
- 1977年：大男人
- 1978年：大殺星小鬼頭
- 1978年：追趕跑跳碰
- 1979年：林阿珍老虎魚蝦蟹
- 1979年：各師各法
- 1979年：豪俠
- 1979年：毒計
- 1979年：什家小子
- 1980年：甩牙老虎
- 1980年：兵來賊擋
- 1980年：師弟出馬
- 1980年：鬼打鬼
- 1980年：名劍
- 1983年：瘋狂八三
- 1988年：雞同鴨講
- 1988年：法中情（故事創作）
- 1998年：顧城別戀

## 電影監製作品
- 1988年：撞邪先生
- 1988年：南北媽打
- 1988年：求愛敢死隊
- 1988年：法中情
- 1990年：愛的世界
- 1990年：師兄撞鬼
- 1990年：靚足一百分
- 1991年：雙鐲

## 演出作品
- 1974年：鬼馬雙星 飾  大檔賭客
- 1976年：女人呢樣嘢
- 1977年：出術
- 1978年：鬼馬狂潮
- 1979年：各師各法
- 1979年：雜家小子
- 1993年：濟公 飾 玉皇大帝
- 2001年：地久天長
- 2023年：極度俏郎君 (ViuTV)

## 著作

### 書籍
| 書名                       | 出版社                               | 出版日期   | 備註               |
| -------------------------- | ------------------------------------ | ---------- | ------------------ |
| 編劇秘笈                   | 博益／次文化堂                       | 1992年8月  | ISBN 9789621710772 |
| 一本不正經                 | 博益                                 | 1992年11月 | ISBN 9789621711175 |
| 電視風雲二十年             | 博益                                 | 1993年9月  | ISBN 9789621712028 |
| 水滸啟示錄                 | 天地圖書                             | 1995年1月  | ISBN 9789622577657 |
| 完全不正經                 | 天地圖書                             | 1995年1月  | ISBN 9789622578449 |
| 三顧草廬（合寫）           | 文化傳信                             | 1996年1月  | ISBN 9789626911037 |
| 提防電視                   | 天地圖書                             | 1996年1月  | ISBN 9789622578777 |
| 天賜良朋                   | 天地圖書                             | 1996年1月  | ISBN 9789622579033 |
| 良朋無價                   | 天地圖書                             | 1996年1月  | ISBN 9789622579323 |
| 情慾常識                   | 天地圖書                             | 1996年1月  | ISBN 9789622578937 |
| 小寶神功語錄               | 次文化堂                             | 1996年7月  | ISBN 9785226111495 |
| 武俠編劇秘笈               | 次文化堂                             | 1996年7月  | ISBN 9785226111273 |
| 蓋世神功                   | 天地圖書／次文化堂                   | 1996年9月  | ISBN 9789622577640 |
| 亂世備忘手冊               | 天地圖書                             | 1996年11月 | ISBN 9789622579330 |
| 三國勝經                   | 天地圖書                             | 1997年1月  | ISBN 9789629502232 |
| 韋小寶神功                 | 台灣遠景版                           | 1997年9月  | ISBN 9789573905585 |
| 三國啟示錄                 | 天地圖書／次文化堂                   | 1998年1月  | ISBN 9789622577664 |
| 後亂世啟示錄               | 天地圖書                             | 1998年1月  | ISBN 9789629502942 |
| 處世金鐘罩                 | 博益／博益發功版／次文化堂           | 1998年3月  | ISBN 9789621701015 |
| 食胡                       | 寰宇出版／博益（火花叢書／一本堂）   | 1999年1月  | ISBN 9789621749079 |
| 香港老照片1（合寫）        | 天地圖書                             | 1999年1月  | ISBN 9789629503895 |
| 指東講西                   | 天地圖書                             | 1999年8月  | ISBN 9789629506650 |
| 駭客                       | 天地圖書                             | 2000年4月  | ISBN 9789629930738 |
| 小寶神功                   | 博益／博益發功版／台灣遠流／次文化堂 | 2001年1月  | ISBN 9789621782649 |
| 舊約中的智慧               | 博益                                 | 2001年4月  | ISBN 9789621782922 |
| 妖精鬼怪圖說               | 天地圖書                             | 2002年4月  | ISBN 9789629937140 |
| 講東講西之一               | 次文化堂                             | 2002年7月  | ISBN 9789629920647 |
| 哈利波特與中國魔法         | 次文化堂                             | 2002年12月 | ISBN 9789629920708 |
| 講東講西之二               | 次文化堂                             | 2003年1月  | ISBN 9789629920654 |
| 建華之賜．特區魔鬼詞典     | 次文化堂                             | 2004年7月  | ISBN 9789629921019 |
| 旅途說書人                 | 茶杯                                 | 2007年5月  | ISBN 9789889950378 |
| 僵屍與吸血鬼               | 商務印書館                           | 2008年6月  | ISBN 9789620427350 |
| 斑馬在線－通識電視課室     | 茶杯                                 | 2008年6月  | ISBN 9789881700919 |
| 人間尤物．中國淫婦列傳     | 創建文庫／次文化堂                   | 2008年7月  | ISBN 9789629921798 |
| 紅塵妖姬（人間尤物續集）   | 次文化堂                             | 2009年3月  | ISBN 9789629922054 |
| 舊約啟示錄                 | 博益／博益發功版／次文化堂           | 2009年5月  | ISBN 9789629922122 |
| 提防考起                   | 天地圖書／次文化堂                   | 2009年7月  | ISBN 9789629923273 |
| 基督解密                   | 次文化堂                             | 2009年7月  | ISBN 9789629922184 |
| 不動腦年代                 | 茶杯版                               | 2009年7月  | ISBN 9789881834997 |
| 我愛怪力亂神               | 次文化堂                             | 2010年1月  | ISBN 9789629922320 |
| 情慾通識                   | 快樂書房                             | 2010年1月  | ISBN 9789881861283 |
| 真的假不了－電視狂潮幾十年 | 快樂書房                             | 2010年5月  | ISBN 9789881891433 |
| 地獄詞典                   | 茶杯                                 | 2010年7月  | ISBN 9789881934109 |
| 大話基督                   | 次文化堂                             | 2010年8月  | ISBN 9789629922474 |
| 編劇秘笈廿一世紀升級版     | 次文化堂                             | 2010年9月  | ISBN 9789629920401 |
| 天賜玄機                   | 快樂書房                             | 2010年10月 | ISBN 9789881935342 |
| 霸權啟示錄                 | 次文化堂                             | 2010年10月 | ISBN 9789629922573 |
| 神棍通識                   | 次文化堂                             | 2011年1月  | ISBN 9789629922627 |
| 亂世神功                   | 快樂書房                             | 2011年1月  | ISBN 9789881981622 |
| 奇謀啟示錄                 | 次文化堂                             | 2011年3月  | ISBN 9789629922641 |
| 神女．花街．嫖文化         | 快樂書房                             | 2011年7月  | ISBN 9789881530943 |
| 笑話基督                   | 次文化堂                             | 2011年7月  | ISBN 9789629922719 |
| 老千通識                   | 次文化堂                             | 2012年7月  | ISBN 9789629922993 |
| 通識方法論                 | 次文化堂                             | 2012年7月  | ISBN 9789629923051 |
| 提防再考起                 | 次文化堂                             | 2013年7月  | ISBN 9789629923273 |
| 編劇基本功                 | 次文化堂                             | 2014年7月  | ISBN 9789629923600 |
| 往事煙花香港影視的光輝歲月 | 大山出版                             | 2015年1月  | ISBN 9789881256287 |
| 賜官馳騁縱橫五十年         | 天地圖書                             | 2019年7月  | ISBN 9789888548040 |
| 賜官講怪獸                 | 天地圖書                             | 2020年7月  | ISBN 9789888548873 |
| 亂世通識                   | 快樂書房                             |            |                    |
| 天賜玄機（DVD）            |                                      |            |                    |
| 殭屍說書人（DVD）          |                                      |            |                    |

### 舞台劇翻譯
- 沙膽大娘（原著：布雷諾特）
- 常則與例外（原著：布雷諾特）

## 教職
- 2002年至2013年、2015年：香港中文大學新聞及傳播學院兼職助理教授[28]
- 2003年至2007年：香港大學通識教育兼職講師
- 2004年至2005年：香港浸會大學「閱讀人生─師友計劃」講師
- 2004年至2013年、2015年：香港浸會大學傳理學院電影電視系藝術碩士課程兼職講師／碩士班導師
- 香港浸會大學電影學院院士
- 2008年：廈門大學傳播學院訪問教授
- 2006年至2008年：香港大學及聯合書院中文系兼職通識課程講師
- 2009年：香港演藝學院戲劇學院碩士班兼任導師
- 2011年、2013年、2015年：香港浸會大學電影學院高級文憑兼職講師[29]
- 2013年、2015年：香港樹仁大學傳理系兼任講師
- 2011年至2015年：澳門望德堂創意中心「馬交影視新思維計劃」策劃人兼主任導師[30]
- 2015年：香港樹仁大學客席教授／講師[31]

## 節目嘉賓
- 2010年：正識第一（第31集；無綫電視）
- 2011年：越扭越有計II（〈仲睇電視?〉；香港電台）
- 2017年：汪明荃50周年世紀盛宴（嘉賓；無綫電視）

## 外部連結
- 劉天賜的Facebook專頁
- 俗語趣談 劉天賜（页面存档备份，存于）
- 犀牛俱樂部 tvb.com
- 劉天賜的blog（页面存档备份，存于）
- 劉天賜 《明報月刊》寫作（页面存档备份，存于）